# Austroniscus acutus
Austroniscus acutus là một loài chân đều trong họ Nannoniscidae. Loài này được Birstein miêu tả khoa học năm 1970.